# Frans de Vreng
Franciscus de Vreng, detto Frans (Amsterdam, 11 aprile 1898 – Amsterdam, 13 marzo 1974), è stato un pistard olandese.

## Palmarès

### Olimpiadi
- Bronzo a Anversa 1920 nel tandem.